# Google Actualités
Google Actualités ou Google News est un service en ligne gratuit de Google qui présente de façon automatisée des articles d'information en provenance de sources sur le Web. Il fonctionne de la même manière qu'un moteur de recherche, en n'indexant que les articles de presse. Ce service, disponible dans vingt-deux pays, a été créé en avril 2002. La partie française du service est sortie de son statut bêta le 14 mai 2009 (le 25 janvier 2006 pour la partie américaine). En juin 2017, Google change le design de Google Actualités pour une version plus épurée et plus claire pour l'utilisateur. Elle propose également des articles dont les faits sont vérifiés dans la version américaine.

## Fonctionnement général

### Collecte de l'information
Afin de proposer une information qui ne fait (directement en tout cas) appel à aucun journaliste, Google Actualités sélectionne des sources d'information dans les pays (ou les langues) où le service est proposé. Google Actualités recense par exemple 500 sources francophones et Google News 4 500 sources anglophones. Chacune des sources sélectionnées est scrutée plusieurs fois par jour par un robot Google : un Googlebot, qui indexe les nouveaux articles. Le contenu des articles est ensuite analysé à l'aide d'algorithmes pour déterminer le sujet.
Ensuite les articles sont triés par degré de pertinence. Pour cela, Google prend en compte à la fois la notoriété de la source et compare avec d'autres articles publiés sur le même sujet, dans un même laps de temps. En fonction de cela, l'article va être plus ou moins bien classé sur la page de Google Actualités et lors des requêtes faites par les utilisateurs.
En 2009, Google News a commencé à répertorier également les pages de Wikipédia. Il s'agit cependant d'une phase de test uniquement aux États-Unis. Cette phase de test n'a cependant pas abouti à une implantation définitive.

### Diffusion
Sur la page principale, les articles sont regroupés parmi les rubriques suivantes : « À la une », « International », « France », « Entreprises », « Science/Tech », « Sports », « Culture et Santé ». Une mise à jour de la page est effectuée toutes les quinze minutes (option paramétrable). Il est possible de créer une page personnalisée avec ses propres rubriques : « Actualités personnalisées » comprenant les actualités relatives à des mots-clé, mais aussi des localités, le tout, à l'aide d'un compte Google.
Grâce à la technologie de recherche de Google, il est possible de remonter plusieurs années en arrière pour rechercher dans les archives de Google Actualités, et de calibrer sa recherche sur des périodes très précises.

## Polémiques sur les droits d'auteurs
Depuis sa mise en service, Google News a fait l'objet de procès intentés par des éditeurs de presse concernés, dans le monde entier. Ces derniers ont remis en cause la possibilité pour le service d'établir des liens hypertextes vers les sites web de leurs journaux, considérant les liens hypertextes et la reproduction d'extraits de leurs articles comme une violation du droit d'auteur. D'après eux, Google News aurait entraîné une baisse significative de leur chiffre d'affaires.

### En France
En mars 2005, l'Agence France-Presse décide d'attaquer Google en justice au sujet de Google Actualités. L'agence de presse accusait Google d'avoir enfreint le copyright sur ses dépêches et ses photos, en les diffusant sans son autorisation. L'AFP lui réclame 17,5 millions de dollars de dommages et d'intérêts. Avant le terme de cette affaire, Google a pris la décision de retirer de son site tout le contenu AFP et de ne plus l'indexer dorénavant. En 2007, les deux entreprises enterrent la hache de guerre et concluent un accord, resté secret. Les articles de l'AFP sont à nouveau présents dans Google Actualités.
En 2012, plusieurs groupes de presse d'information politique et générale (IPG) s'associent pour obtenir de Google un dédommagement, qui autoriserait le géant américain à agréger les liens hypertextes menant aux articles de presse français. Le conflit est tel que le gouvernement français met à leur disposition un médiateur. La ministre de la Culture menace Google en affirmant qu'elle n'hésiterait pas à porter un projet de loi devant le parlement « en vue de créer un mécanisme de rémunération équitable au bénéfice des éditeurs de presse ». En 2013, Google a trouvé un accord avec l’État qui a conduit à la création d'un fonds de soixante millions d'euros pour « faciliter la transition de la presse vers le monde numérique ». Des projets seront sélectionnés par l’État et financés sur plusieurs années.

### En Allemagne
En 2013, la loi votée par le Bundestag entre en vigueur. Celle-ci prévoit que Google verse une commission aux journaux dont il référence les articles. Un droit voisin du droit d'auteur est donc reconnu par cette loi. Toutefois la reprise de « très petits extraits de texte » est autorisée. Aussi, la loi reste floue et ne précise pas de limite entre une courte citation et la reprise de parties d'articles.
À la suite du vote de cette loi, Google laisse le choix aux éditeurs de se retirer du moteur de recherche et de l'agrégateur d'articles. La firme demande aux éditeurs de presse allemands de remplir une "déclaration de renoncement" à toute rémunération en échange du référencement de leurs articles. Les éditeurs ont préféré signer le document.

### En Belgique
En 2012, après plusieurs années de procès contre Google, la société de gestion de droits des éditeurs de presse Copiepresse réussit à obtenir le dédommagement des frais de justice par Google et surtout un partenariat privé visant à développer les titres de presse du groupe et la présence de Google sur les sites du groupe présence de boutons de partage vers Google+, création de chaines Youtube, monétisation des sites d’actualité grâce à la régie publicitaire AdSense.

### En Irlande
En janvier 2013, l'association des Quotidiens Nationaux d'Irlande (National Newspapers of Ireland) décide de faire payer l'établissement de liens hypertextes vers leurs sites web. L'association a fixé le coût d'un lien à 300 €, dix liens à 500 €, cinquante liens à 1 350 €. Cette initiative ne repose sur aucune base juridique, les liens hypertextes n'étant théoriquement pas concernés par le droit d'auteur.

### Au Brésil
En octobre 2011, 154 quotidiens de la presse brésilienne prennent la décision de se désindexer de Google Actualités (à l'aide du fichier robots.txt), ces quotidiens jugent qu'il n'est pas rentable d'être présent sur Google Actualités et que les quelques lignes affichées sur le service de Google n'incitent pas l'internaute à ensuite visiter leurs sites,. Un an plus tard, l'Association nationale de journalistes estime que le nombre de lecteurs n'a chuté que de 5%.

### En Espagne
Le 1er janvier 2015, la « taxe Google » entre en vigueur en Espagne. Elle prévoit le versement d’une compensation financière aux éditeurs par les sites qui indexent et affichent une partie de leur contenu. Cette taxe n'est pas négociable : même si l'éditeur y consent, les articles de presse ne peuvent pas être affichés gratuitement dans l'agrégateur d'articles. Google ferme le service Google News en Espagne, en invoquant la non-viabilité du projet, Google News n'affichant pas de publicités.

### Du point de vue de l'Union Européenne
Depuis septembre 2016, la Commission Européenne travaille à l'élaboration d'un texte permettant un rééquilibrage des revenus perçus par Google Actualité. Cette mesure est parfois appelée « taxe Google News ».

### En Chine
En novembre 2004, Google révéla sur son blogue, à propos de la version chinoise de Google News, qu'il avait décidé d'exclure toutes les sources auxquelles les autorités chinoises interdisaient déjà l'accès. Cette mesure déclencha des protestations, notamment de la part de Reporters sans frontières.

## Archives
En 2008, Google annonce que son projet a pour avantage de vouloir archiver plus de 200 ans d’histoire de la presse, sous forme de fac-similés numériques.

## Évolutions
Le 28 octobre 2011 a lieu la mise en place d'une nouvelle interface pour Google Actualités avec un ajout notable de la catégorie « Les choix des rédactions » présentant les cinq articles proposés par une sélection de média français : L'Express, Le Monde, Le Figaro, Libération et Ouest-France.
Le 28 juin 2017 a lieu la mise en place d'une nouvelle interface pour Google Actualités. Cette dernière semble soulever un mécontentement des utilisateurs. La polémique serait essentiellement due à son manque de compacité (notamment sur la version Ordinateur de bureau ou Desktop) ainsi qu'à la disparition d'options de personnalisation et de recherche.
Fin 2018, Google présente une version audio de Google Actualités destinée à son assistant personnel (Google Assistant). L'objectif est d'offrir un service de radio personnalisé à l'utilisateur. En décembre 2018, ce service n'est disponible qu'en version anglaise.